# Баллинахаун
Баллинахаун (англ. Ballinahown; ирл. An Baile na h-Abhainn) — деревня в Ирландии, находится в графстве Уэстмит (провинция Ленстер). Деревня находится в 5 километрах от реки Шаннон у дороги N62.